# Heinrich Maria von Hess
Heinrich Maria Hess (från 1844 von Hess), född 19 april 1798 i Düsseldorf, död 29 mars 1863 i München, var en tysk målare och litograf. Han var son till Carl Ernst Christoph Hess och bror till Peter von Hess.
Hess utövade en mångsidig konstnärlig verksamhet, ledde den kungliga anstalten för glasmåleri i München, och verkade som porträtt- och landskapsmålare. Han utförde för glyptoteken och ett flertal kyrkor i München monumentala fresker. Hess tidigare verk hör till den nazarenska riktningens främsta, äger friskhet och en viss enkel storhet.

## Utmärkelser
- Maximiliansorden för konst och vetenskap,  1853
- Bayerska kronorden

[Redigera Wikidata]